# Emil von Berger

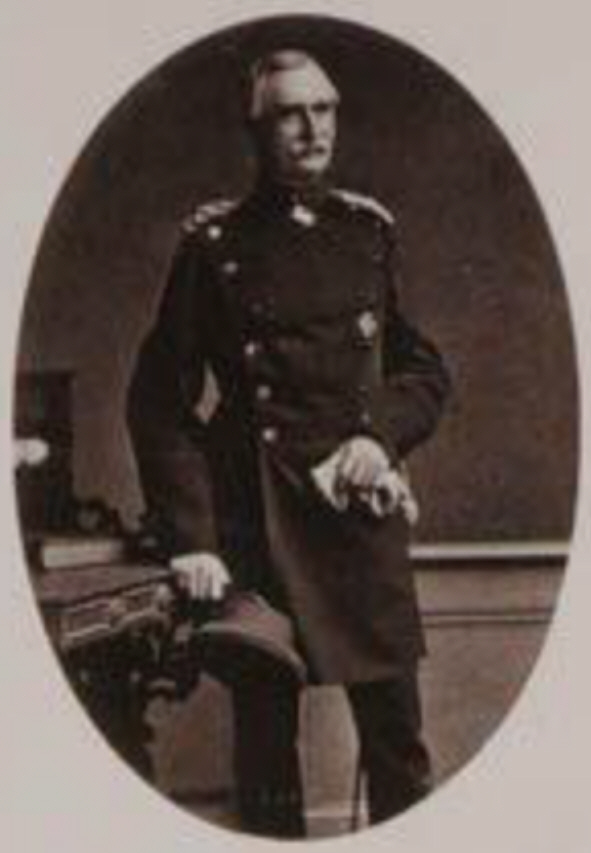
Emil von Berger (ảnh chụp năm 1870)

Emil Alexander August von Berger (sinh ngày 4 tháng 6 năm 1813 tại Bad Segeberg; mất ngày 23 tháng 3 năm 1900) là một sĩ quan quân đội Phổ, đã tham gia trong ba cuộc chiến tranh thống nhất nước Đức. Ông đã trở thành một trung tướng của Phổ.

## Sự nghiệp
Vào ngày 1 tháng 6 năm 1830, Emil von Berger đã trở thành một thiếu sinh quân trong Trung đoàn Bộ binh Hanover, và khoảng một tháng sau ông được phong cấp Thiếu úy. Vào năm 1839, ông gia nhập lực lượng Quân đội Phổ. Đến năm 1843, ông được phong cấp Trung úy của Phổ. Năm 1848, trong cuộc Chiến tranh Schleswig lần thứ nhất, ông phục vụ với vai trò là sĩ quan phụ tá của Tổng tư lệnh quân đội Schleswig-Holstein. Năm 1849, ông trở lại phục vụ như một chỉ huy đại đội trong quân đội Phổ, rồi lên chức Đại úy vào năm 1850, Thiếu tá năm 1857 và Thượng tá năm 1861. Vào tháng 5 năm 1863, ông gia nhập Trung đoàn Phóng lựu Cận vệ số 8, và đến tháng 9 năm đó ông được phong quân hàm Đại tá, trở thành tư lệnh của trung đoàn này.
Vào năm 1864, ông chỉ huy trung đoàn của mình tham gia cuộc Chiến tranh Schleswig lần thứ hai chống Đan Mạch, đóng một vai trò trong cuộc tấn công thắng lợi vào Dybbøl. Nhờ những cống hiến của mình trong cuộc chiến tranh, Berger đã được tặng thưởng Huân chương Quân công của Phổ (Pour le Mérite) và Huân chương Đại bàng Đỏ hạng III cùng với các thanh gươm.
Về sau, ông chỉ huy trung đoàn của mình trong cuộc Chiến tranh Áo-Phổ năm 1866, tham gia trong các trận chiến tại Gitschin và Königgrätz ở Böhmen. Vì vậy, ông được tặng thưởng Huân chương Vương miện hạng II. Sau cuộc chiến, ông được bổ nhiệm làm Tư lệnh Lữ đoàn Bộ binh số 11 và được phong quân hàm Thiếu tướng vào ngày 31 tháng 12.
Khi cuộc Chiến tranh Pháp-Đức bùng nổ năm 1870, ông chỉ huy Lữ đoàn Bộ binh Cận vệ số 4 tham gia trong các trận đánh lớn ở Gravelotte và Sedan, đồng thời đóng một vai trò trong cuộc vây hãm Paris. Quân sĩ dưới quyền ông đã tham chiến tại trận Le Bourget lần thứ nhất, trong đó một cuộc phá vây của quân Pháp bị đẩy lùi. Sau cuộc chiến, từ năm 1874 cho đến năm 1876, ông giữ chức vụ tư lệnh pháo đài Ulm. Ông được thăng đến quân hàm Trung tướng.

## Phong tặng
Emil von Berger đã được phong tặng những huân chương sau đây:
- Huân chương Đại bàng Đỏ hạng III, với cung và kiếm
- Huân chương Vương miện hạng II với các thanh kiếm
- Huân chương Quân công
- Phần thưởng Dienstauszeichnung của Phổ
- Huân chương Leopold của Hoàng gia Bỉ
- Huân chương Guelphen của Hoàng gia Hanover
- Huân chương Quân công (Mecklenburg)
- Huân chương Vương miện Sắt hạng II của Áo
- Huân chương Thanh kiếm của Thụy Điển